# Cratere Himiko
Himiko  è un cratere sulla superficie di Venere. Deve il suo nome a Himiko (in giapponese 卑弥呼?), regina di Yamatai fra il II e III secolo.